# Quintanas de Hormiguera
Quintanas de Hormiguer ist ein spanischer Ort in der Provinz Palencia der Autonomen Gemeinschaft Kastilien und León. Der Ort gehört zu Aguilar de Campoo, er liegt 16 Kilometer nordöstlich vom Hauptort der Gemeinde. Quintanas de Hormiguer ist über die A-67 zu erreichen.

## Sehenswürdigkeiten
- Pfarrkirche Santa Eugenia